# 汤姆·埃克隆德
汤姆·埃克隆德（瑞典語：Thom Eklund，1958年10月28日—），瑞典男子冰球运动员，1977年开始职业生涯。他曾代表瑞典参加1984年和1988年冬季奥林匹克运动会冰球比赛，获得二枚铜牌。